# Jean-Fernand Brierre
Jean-Fernand Brierre (* 23. September 1909 in Jérémie; † Dezember 1992 in Port-au-Prince) war ein haitianischer Dichter und Schriftsteller französischer Sprache. Er gehörte zur Strömung der Négritude.

## Leben und Werk
Jean-Fernand Brierre begann 1933 mit Texten, die gegen das Schicksal der Schwarzen und der Haitianer (unter US-amerikanischer Besatzung) aufbegehrten. Dann ging er in die Politik und war Minister und Botschafter, unter anderem in Argentinien. Unter der Diktatur von François und Jean-Claude Duvalier ging er von 1965 bis 1986 außer Landes und lebte vor allem in Dakar. Odile Biyidi (späterer Name: Odile Tobner) schrieb 1984 über seine Dichtung: « On peut penser, en le déplorant, que sa poésie périt sous le déferlement de mots » (Man kann mit Bedauern feststellen, dass seine Dichtung unter dem übermächtigen Ansturm der Wörter zugrunde geht).

## Werke (Auswahl)
- Les horizons sans ciel. Province. Port-au-Prince 1935. Kraus, Nendeln 1970. (autobiographischer Roman)
- Chansons secrètes. Kraus, Nendeln, Liechtenstein 1973. (Nachdruck von Dichtung, 1933–1961)
- Images d’argile et d’or. Dakar 1977.
- Un Noël pour Gorée. Silex, Paris 1980.
- Sculptures de proue. Silex, Paris 1983.